# BBÖ ET 10
Die Reihe BBÖ ET 10 war ein elektrisch angetriebener Triebwagen der Österreichischen Bundesbahnen.

## Geschichte

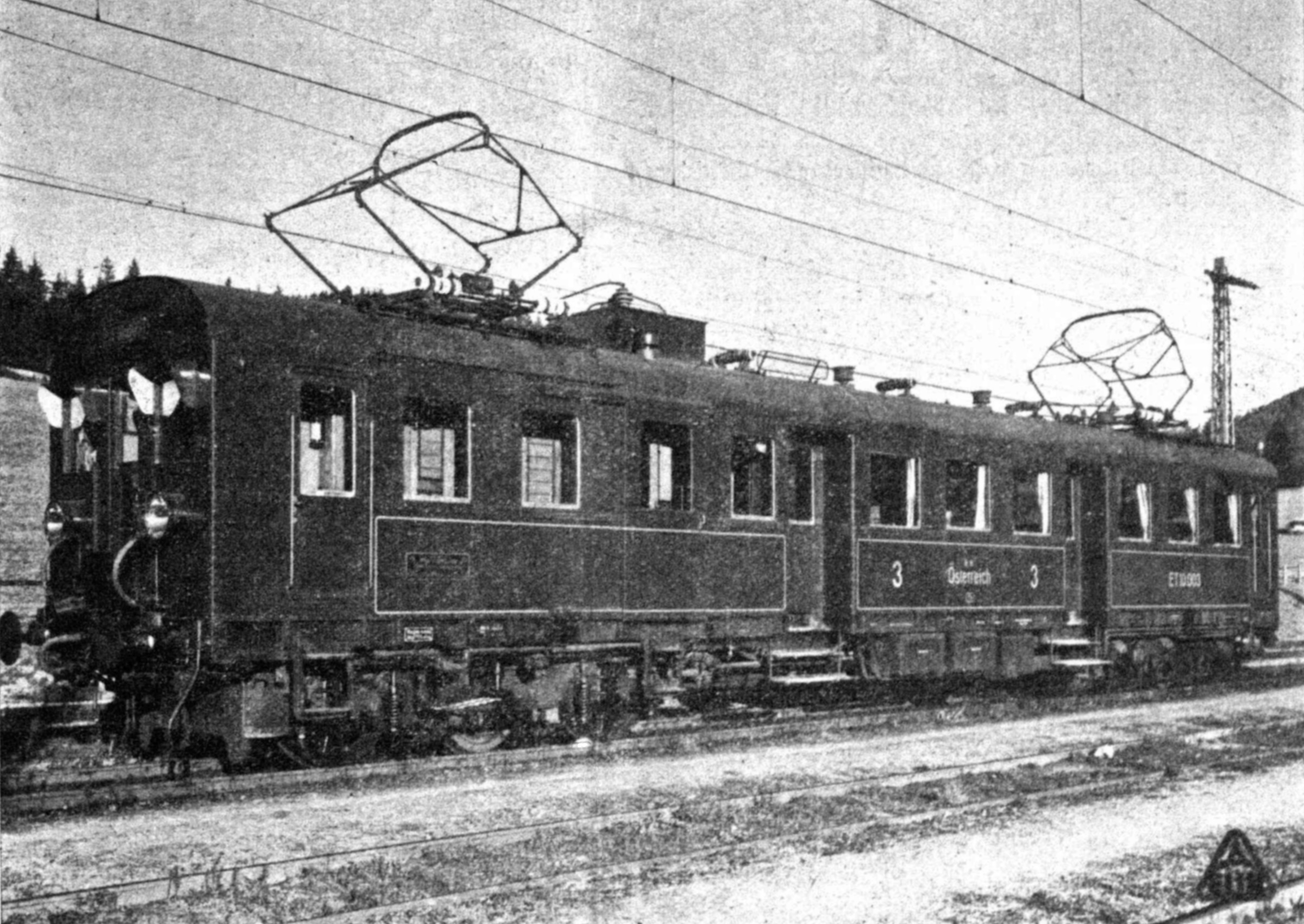
ELIN-Werksfoto des ET 10.003 mit den ursprünglichen 6 Achsen

1929 entschlossen sich die BBÖ zur Beschaffung von acht Elektrotriebwagen. Um die Lagerhaltung von Elektrobauteilen gering zu halten, wurden einige Bauteile von der Reihe BBÖ 1170 (ÖBB 1045) übernommen. Die Triebwagenreihe bekam die Bezeichnung ET 10 (ET steht für Elektro-Triebwagen).
Da die Radsatzlast für einige Strecken zu hoch war, wurden dreiachsige Drehgestelle entwickelt und eingebaut. Diese waren aber sehr störungsanfällig, speziell die mittig angeordnete, etwas kleinere Laufachse.
Als die Achslast auf den Hauptstrecken angehoben worden war, wurden daher die mittleren Laufachsen entfernt und die Drehgestelle angepasst.
An den Museumstriebwagen kann man noch heute die Achslagerführung der Laufachsen erkennen.
Bei diversen Ausbesserungen wurde eine Vielfachsteuerung eingebaut.
Bei Hauptausbesserungen wurden auch die Fahrzeugkästen umgebaut, wobei die Stirnseiten umgestaltet wurden.
Die Einsatzgebiete der Triebwagen waren die Salzkammergutbahn sowie die flachen Strecken in der Nähe Innsbrucks (Salzburg–Golling, Wörgl–Kufstein und Feldkirch–Bregenz), wobei sie ca. 10.000 km im Monat zurücklegten.
1938 ordnete die Deutsche Reichsbahn die Triebwagen als ET 83.01-08 ein.
Alle acht Fahrzeuge überstanden den Zweiten Weltkrieg und wurden ab 1953 von der ÖBB als 4041.01–08 bezeichnet.
Ab 1949 wurde mit den Fahrzeugen eine Schnellverbindung Linz–Innsbruck geschaffen, die die Triebwagen aber überlastete, sodass sie bald wieder abgezogen wurden.
Nach der Elektrifizierung 1952 verkehrten sie kurz in Wien als Pendelzug Hütteldorf–Unter-Purkersdorf, der zuvor „eingewickelt“ mit je zwei Personenwagen vor und nach einer Tenderlokomotive geführt worden war.
Sie wurden von Lokzügen mit Loks der Reihe 1073 abgelöst, die wieder „eingewickelt“ verkehrten.
Erwähnenswert sind auch die Einsätze mit zu Triebwagenanhängern umgestalteten Waggons der Bauart Heidenau–Altenberg (vgl. das Foto von J.J. Barbieux), die nach dem Zweiten Weltkrieg in Österreich verblieben und die Bezeichnung 7059.01–02 und 101 trugen.
Die Fahrzeuge schieden 1973 aus dem Plandienst.

### Verbleib
4041.01, 03 und 05 blieben vorerst erhalten und waren als Vorheizanlagen und Testfahrzeuge in der HW Floridsdorf hinterstellt.
Zur 150-Jahr-Feier der Eisenbahn in Österreich wurden die Fahrzeuge restauriert, wobei der 4041.03 äußerlich in den Lieferzustand als ET 10.003 zurückversetzt wurde. Ein Steuerwagen der DR wurde dem Triebwagen farblich angepasst. Die Garnitur stand bis zum Jahr 1999 für Sonderfahrten zur Verfügung.
4041.05 war in Floridsdorf (ÖBB-Nostalgie) stationiert und diente nach Fristablauf dort als Ersatzteilspender. Er wurde 2009 verschrottet. 4041.03 als ET 10.003 befindet sich in schlechtem Zustand im Eisenbahnmuseum Strasshof, 4041.01 wurde von der ÖGEG erworben und bis Mai 2012 einer kompletten Aufarbeitung unterzogen.

## Technik
Das Fahrzeug war als solide Eisenkonstruktion mit einem eisernen Fahrzeugrahmen und einem Stahlwagenkasten ausgeführt. Die ursprünglich dreiachsigen Drehgestelle besaßen Außenrahmen und eine innengelagerte Laufachse entsprechend der Baureihe 378. Die Triebachsen entsprachen der Schnellzugslok Reihe 1570 und wurden von je einem achtpoligen Reihenschlussmotor Type TMA 310 (entsprechend der Reihe 1170) über einen einseitigen Tatzlagerantrieb mit gefederten Großrad System Sécheron (Lamellenfedern zwischen Nabe und Zahnkranz) angetrieben. Als Steuerung kam eine elektropneumatische Schützensteuerung Bauart Sécheron mit zwölf Fahrstufen zur Anwendung, die eine Vielfachsteuerung von zwei Triebwagen oder von einem Steuerwagen aus ermöglichte. Die ET 10 erhielten erstmals in Österreich eine Totmanneinrichtung, ausgeführt als BBC-Sicherheitsfahrschaltung.

## Bilder

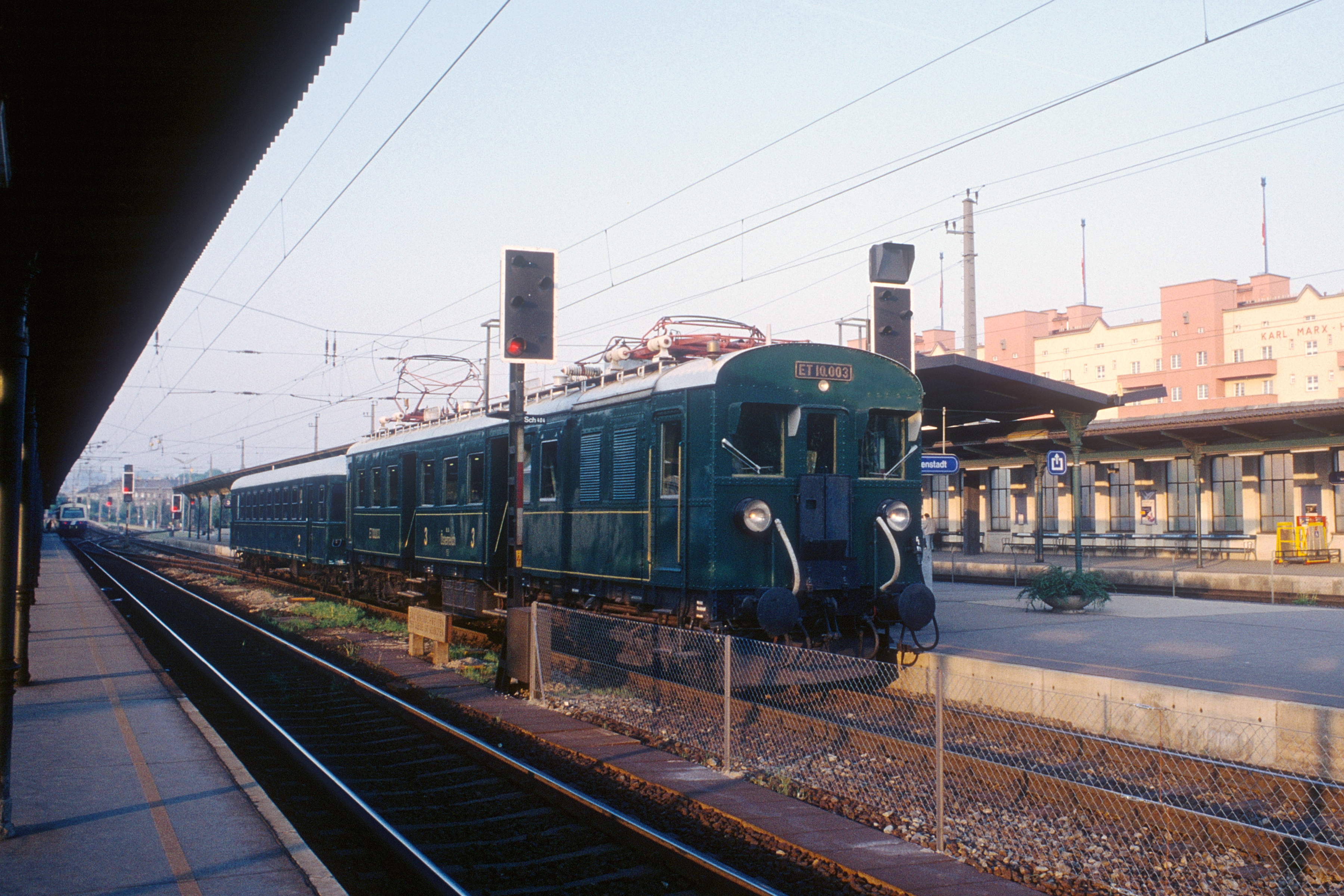
Museumstriebwagen ET 10.003 mit Beiwagen im Bahnhof Wien Heiligenstadt (1993)
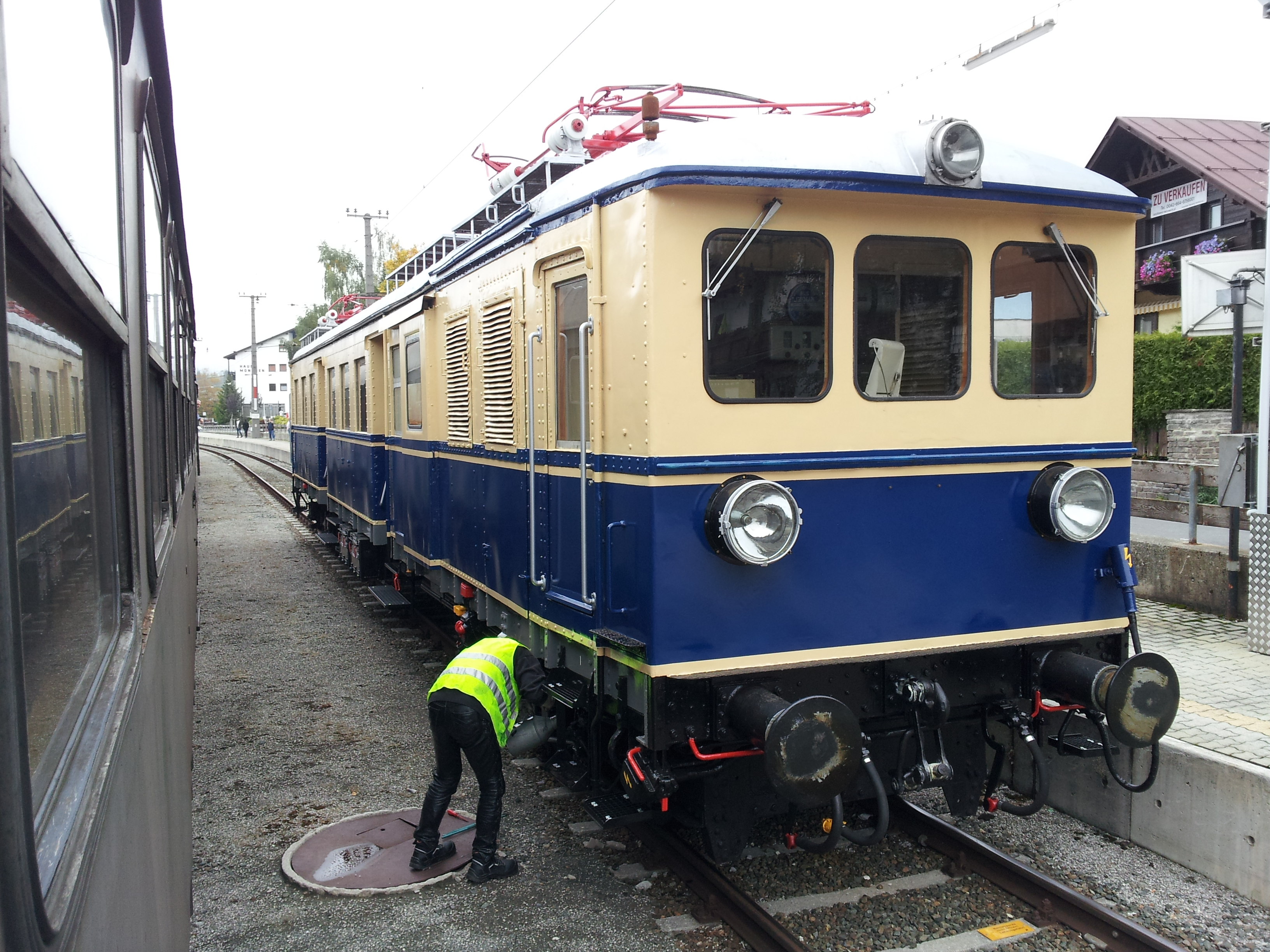
4041.01 nach seiner Aufarbeitung durch die ÖGEG, Seefeld 2012
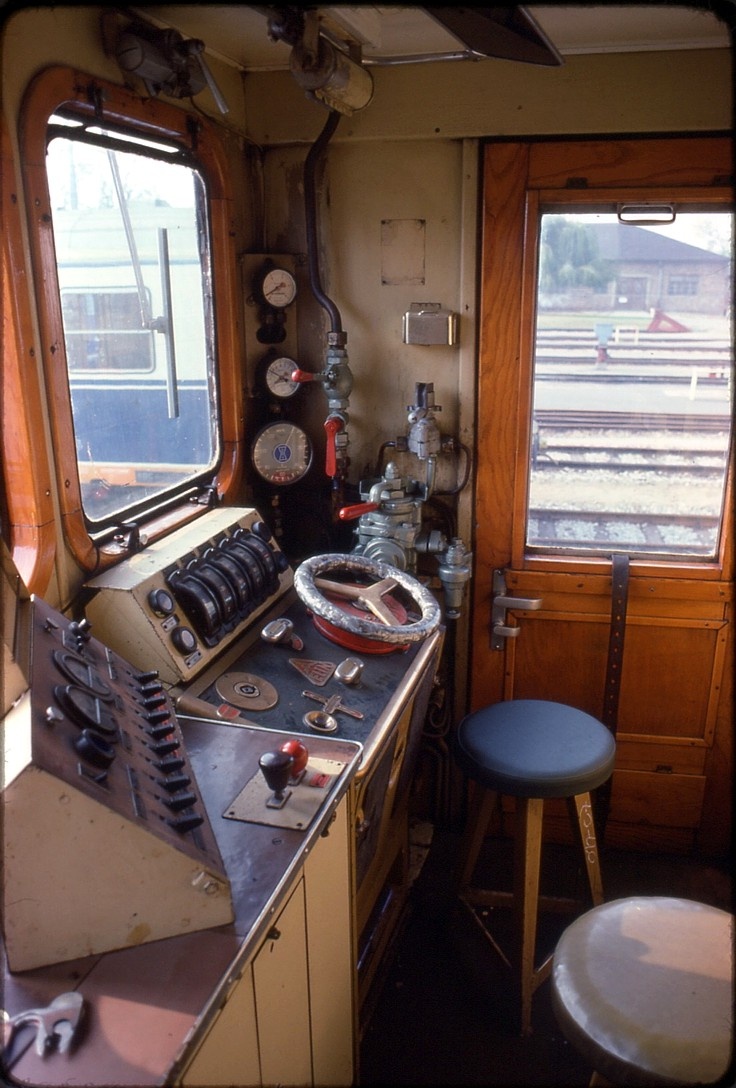
Führerstand des 4041.01 (1977)
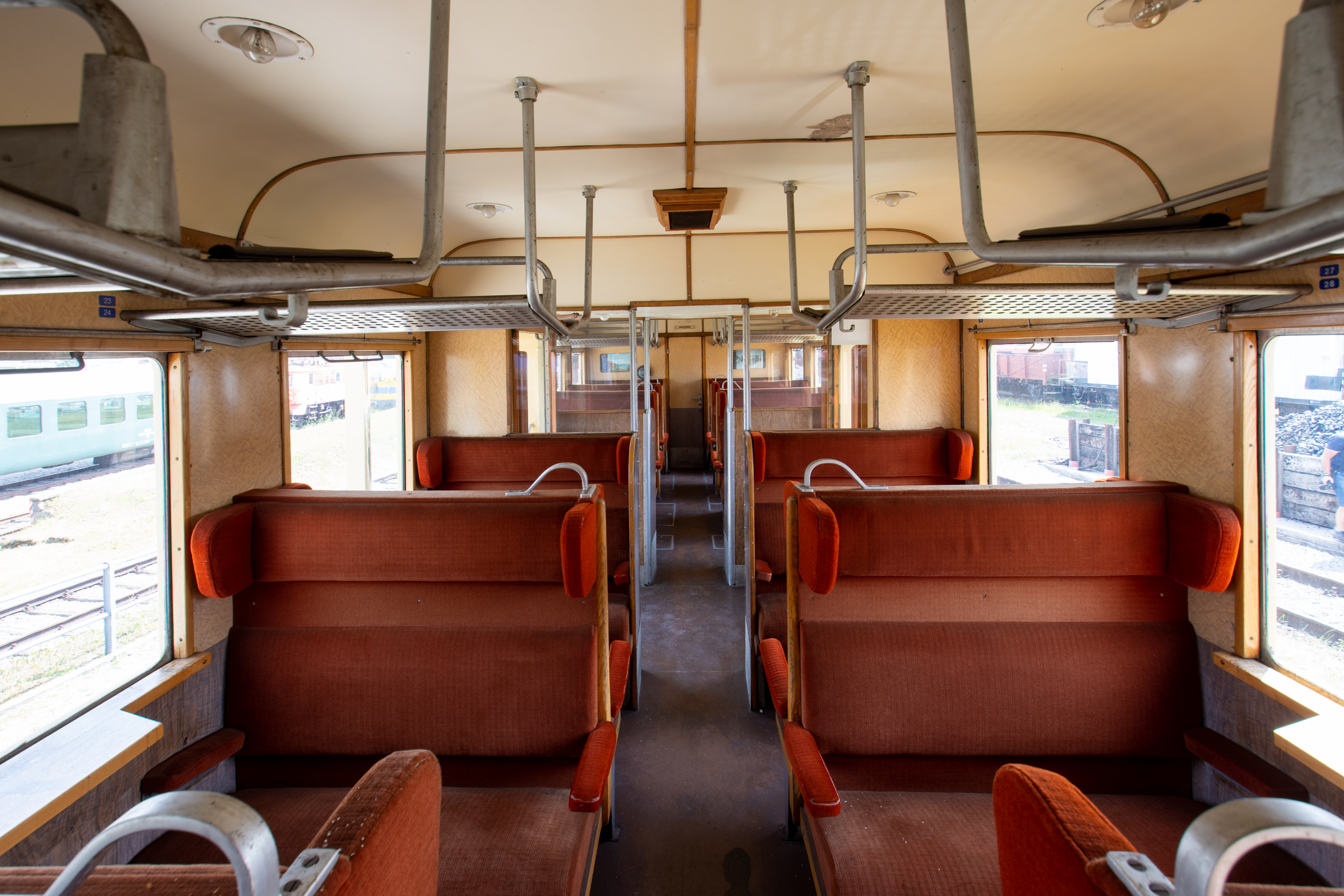
Innenansicht des 4041.01 (2022)